# Brommella baiseensis
Brommella baiseensis là một loài nhện trong chi Brommella, họ Dictynidae.
Loài này được Shuqiang Li miêu tả năm 2017. Tính từ định danh loài lấy theo địa khu Bách Sắc, nơi tìm thấy nó.

## Phân bố
Loài này được tìm thấy ở cao độ 287 m trong hang Quan Địa Miếu, Bát Phong Sơn, 23°34.022′B 107°40.763′Đ / 23,567033°B 107,679383°Đ trong địa phận thôn Hưng Ninh, trấn Cựu Thành, huyện cấp thị Bình Quả, địa khu Bách Sắc, Quảng Tây, Trung Quốc.